# Pensioenkloof
De pensioenkloof is het verschil in het bedrag aan pensioen dat vrouwen respectievelijk  mannen ontvangen. Het kan worden berekend als het verschil tussen het gemiddelde mannenpensioen en het gemiddelde vrouwenpensioen, uitgedrukt als een percentage van dat van de man. De kloof bedraagt volgens gegevens uit 2021 gemiddeld 26% in de OESO-landen. 
Het verschil met een pensioengat is dat deze laatste kan optreden in een individuele situatie. 

## Achtergrond
De pensioenkloof haalt minder snel de krantenkoppen dan de loonkloof, maar het probleem is niet minder urgent, aldus Margaret Franklin, voorzitter en CEO van het Chartered Financial Analysts Institute. De kloof zou volgens haar opgelost moeten worden voordat meer vrouwen die met pensioen gaan in een armoedeval terechtkomen. 
De pensioenkloof kent verschillende oorzaken. De pensioenkloof tussen mannen en vrouwen houdt verband met de loonkloof. Door de loonkloof alleen al bouwen vrouwen een lager pensioen op.  De pensioenkloof is vooral groot in sectoren waar traditioneel meer vrouwen dan mannen in werken. Deze kloof heeft uiteraard veel meer gevolgen voor alleenstaande vrouwen dan voor vrouwen met een mannelijke partner. 

## Verschillen tussen landen en regio's
Er is in alle regio's van de wereld sprake van aanzienlijke verschillen.  
Uit Europese gegevens (voor 27 EU-landen, 2021) blijkt dat de pensioenkloof het grootst is in Luxemburg, waar vrouwen 44% minder pensioen ontvingen, gevolgd door Malta en Nederland (beide 40%), Cyprus (39%), Oostenrijk (37%) en Duitsland (36%). Japan heeft een kloof van 50% en die van Canada bedraagt ongeveer 22%.
In Nederland bedraagt de pensioenkloof ook in 2024 nog gemiddeld 40%. De pensioenkloof is in Nederland groter dan in veel andere landen binnen de Europese Unie.  Als oorzaken daarvan werd genoemd verschillen in betaling tijdens het werkzame leven, namelijk dat vrouwen vaker in deeltijd werken dan mannen, vrouwen voor hetzelfde werk soms minder verdienen dan mannen - de loonkloof - en het verschil in onbetaalde zorgtaken tussen vrouwen en mannen. Met het pensioenstelsel, dat in Nederland wordt ingevoerd tot 2028, wordt de pensioenkloof nog groter, omdat de beginjaren van de pensioenopbouw sterker gaan meewerken, en dat is juist de periode dat vrouwen met een jong gezin minder verdienen dan mannen in een gelijke situatie.
Schattingen voor Groot-Brittannië duiden erop dat de kloof tussen mannen en vrouwen in 2019-2020 is toegenomen tot 37,9%, wat meer dan tweemaal zo groot is als de loonkloof tussen mannen en vrouwen (15,5%). Gepensioneerde vrouwen hebben in de UK een 72% lager pensioeninkomen dan mannen. De gemiddelde pensioenpot van een vrouw in Groot-Brittannië bij pensionering is op grond van cijfers uit 2021 minder dan de helft van die van een man.

## Oorzaken
Een aantal structurele, culturele en gedragsfactoren dragen bij aan de pensioenkloof, waaronder:
- onevenwichtigheid in het niveau waarop gespaard wordt voor de pensioenpot, onder andere doordat vrouwen meer parttime werken.
- verschillen in loonsverhogingen ("de loonsverhogingskloof tussen mannen en vrouwen").
- indirecte genderdiscriminatie die in het pensioenstelsel is ingebouwd. Miljoenen vrouwen lopen een pensioen uit hun arbeidsverleden mis omdat ze niet in aanmerking komen voor automatische deelname aan de regeling in het bedrijf waar ze werken, omdat ze in laagbetaalde banen of in meerdere deeltijdbanen werken.
- gescheiden vrouwen kunnen doordat ze vanwege de zorg voor hun gezin lange tijd niet gewerkt hebben, of een kleine deeltijdbaan hadden een pensioeninkomen mislopen.
- inconsistent gebruik van ouderschapsverlof. Uit onderzoek blijkt als meer mannen ouderschapsverlof zouden opnemen, dit de pensioenkloof zou verkleinen.
- gebrek aan toegang tot betaalbare kinderopvang. Dit beperkt de kansen op werk van vrouwen. De vaak door vrouwen betaalde kosten voor de kinderopvang hebben tot gevolg dat deze vrouwen minder besteedbaar inkomen hebben om te sparen voor hun pensioen. Dit is in Nederland minder aan de orde, omdat daar sprake is van veelal verplichte deelname aan pensioenfondsen.
- verschillen in het nemen van risico's tussen vrouwen en mannen, in hoeverre zij financieel bestand zijn tegen het nemen van risico's en financiële geletterdheid,
- lagere lonen in door vrouwen gedomineerde sectoren, zoals de horeca, de gezondheidszorg en het onderwijs. De lonen in typische vrouwenberoepen zijn over het algemeen lager dan in typische mannenberoepen, hetgeen dan ook gevolgen heeft bij de pensionering.[3]
- vrouwen werken vaker in sectoren waar alleen parttime contracten worden aangeboden.[3]
- als er kinderen komen kiezen veel stellen ervoor de persoon die het minst verdient juist meer voor de kinderen te gaan zorgen. In de meeste gevallen is dat de vrouw.[3]
- mensen die fulltime werken maken eerder promotie dan de mensen die parttime werken. Daardoor krijgen mannen vaker promotie, een hoger inkomen, en daarmee een hoger pensioen, dan parttime werkende vrouwen.[3]

Tot 1958 gold er in Nederland een arbeidsverbod voor gehuwde vrouwen. Veel van de vrouwen die daarom moesten stoppen met betaald werk zullen daarom alleen AOW hebben ontvangen.

## Gevolgen
De pensioenkloof kan forse gevolgen hebben. Als de partner van een vrouw met een pensioenkloof overlijdt, kan zij mogelijk financiële problemen ervaren. Dat speelt sterker dan bij mannen, omdat vrouwen veelal langer leven door een hogere levensverwachting. Ook na een echtscheiding krijgen gepensioneerde vrouwen te maken met de pensioenkloof.

## Maatregelen
Als het pensioen eenmaal is ingegaan, is het niet meer mogelijk om iets aan de pensioenkloof te doen. Maatregelen tijdens het werkzaam leven zijn wel mogelijk. In Duitsland vult de overheid het pensioen deels aan als vrouwen minder gaan werken omdat ze kinderen hebben gekregen. Een maatregel die een vrouw zelf kan nemen, is zelf extra pensioen te opbouwen en daar geld voor wegleggen.